# Stixis ovata
Stixis ovata là một loài thực vật có hoa trong họ Stixaceae. Loài này được Hallier f. miêu tả khoa học đầu tiên năm 1921.